# Калифорния в Гражданской войне
Участие Калифорнии в американской гражданской войне включало отправку золота на восток для поддержки военных действий, набор добровольческих боевых подразделений для замены регулярных подразделений армии США, отправленных на восток, в район к западу от Скалистых гор, поддержание и строительство многочисленных лагерей и укреплений, подавление деятельности сепаратистов (многие из этих сепаратистов пошли на восток, чтобы бороться за Конфедерацию) и защитили территорию Нью-Мексико от Конфедерации. Штат Калифорния не отправлял свои подразделения на восток, но многие граждане отправились на восток и присоединились к армии Союза, некоторые из которых стали известными.
Волонтеры Калифорнии провели множество операций против местных жителей в штатах Калифорния и Орегон и на западных территориях в пределах департаментов Тихого океана и Нью-Мексико, чтобы обеспечить эти земли для Союза. Некоторыми из наиболее значительных из них были Война Змей, Война Лысых Холмов, Война индейцев в долине Оуэнс, Войны Чирикауа и Кампания Карсона против Навахо.
Демократы господствовали в государстве с самого его основания, а южные демократы испытывали симпатию отделению. Хотя они были меньшинством в штате, они стали большинством в Южной Калифорнии и округе Туларе, а большое количество проживало в округах Сан-Хоакин, Санта-Клара, Монтерей и Сан-Франциско. Калифорния была домом для влиятельных бизнесменов, которые играли значительную роль в калифорнийской политике, контролируя шахты, судоходство, финансы и Республиканскую партию, но республиканцы были партией меньшинства до кризиса отделения. Раскол в Демократической партии во время гражданской войны позволил Аврааму Линкольну возглавить государство, хотя и с небольшим отрывом. В отличие от большинства свободных штатов, Линкольн победил в Калифорнии только с несколькими голосами, в отличие от полного большинства голосов.
В начале 1861 года, когда начался кризис отделения, сепаратисты в Сан-Франциско предприняли попытку отделить штат и штат Орегон от союза, который потерпел неудачу. Южная Калифорния, с большинством недовольных калифорнийцев и южных сепаратистов, уже проголосовала за отдельное территориальное правительство и сформировала отряды ополчения, но была удержана от отделения после форта Самтер федеральными войсками, взятыми из пограничных фортов округа Орегон и округа Калифорния (в основном Форт Техон и Форт Мохаве).
Патриотический пыл охватил Калифорнию после нападения на форт Самтер, предоставив рабочую силу для добровольческих полков, набираемых в основном из про-союзных округов на севере штата. Золото также было предоставлено для поддержки Союза. Когда Демократическая партия раскололась из-за войны, республиканские сторонники Линкольна взяли под свой контроль штат на сентябрьских выборах. Добровольческие полки были отправлены для захвата сторонников отделения Южной Калифорнии и округа Туларе, что сделало их в целом бессильными во время самой войны. Однако некоторые южане отправились на восток, чтобы присоединиться к армии Конфедерации, избегая патрулей Союза и враждебных апачей. Другие оставшиеся в штате пытались организовать капер, чтобы охотиться на прибрежное судоходство, и в конце войны были сформированы две группы партизанских рейнджеров, но ни одна из них не увенчалась успехом.

## От государственности к гражданской войне
Когда Калифорния была принята в качестве штата в соответствии с Компромиссом 1850 года, калифорнийцы уже решили, что это будет свободным штатом — конституционное собрание 1849 года единогласно отменило рабство. В результате, южане в Конгрессе проголосовали против принятия в 1850 году, в то время как северяне проталкивали его, указывая на его население в 93000 человек и его огромное богатство в золоте. Северная Калифорния, в которой доминировали горная промышленность, судоходство и коммерческая элита Сан-Франциско, предпочла стать штатом.
На президентских выборах 1856 года Калифорния отдала свои голоса на выборах Джеймсу Бьюкенену
| Кандидат в президенты 1856 года | Партия        | Родной штат  | Голоса избирателей | %    |
| ------------------------------- | ------------- | ------------ | ------------------ | ---- |
| Джеймс Бьюкенен                 | Демократ      | Пенсильвания | 53,342             | 48.4 |
| Миллард Филлмор                 | Неизвестно    | Нью-Йорк     | 36,195             | 32.8 |
| Джон Фримонт                    | Республиканец | Калифорния   | 20,704             | 18.8 |

.

### Попытки Южной Калифорнии отделиться от Калифорнии
После вступления Калифорнии в Союз калифорнийцы (недовольные несправедливыми налогами и земельными законами) и поддерживающие рабство южане в малонаселённой сельской местности в Южной Калифорнии в 1850-х годах трижды пытались получить отдельный статус штата или территориальный статус от Северной Калифорнии. Последняя попытка, Закон Пико 1859 года, была принята Законодательным собранием штата Калифорния, подписанное губернатором штата Джоном Б. Веллером, одобренная подавляющим большинством голосов избирателей в предложенной территории Колорадо и отправленная в Вашингтон, округ Колумбия, с сильным сторонником сенатора Милтона Латема. Однако кризис сепаратизма после избрания Линкольна в 1860 году привел к тому, что предложение так и не было принято.

### Кризис отделения в Калифорнии
В 1860 году Калифорния отдала 38733 голоса Аврааму Линкольну, 32 % от общего числа голосов которого было достаточно, чтобы получить все свои избирательные голоса; 68 % проголосовали за остальных трех кандидатов.
| Кандидат в президенты 1860 года | Партия                        | Голоса избирателей | %    |
| ------------------------------- | ----------------------------- | ------------------ | ---- |
| Авраам Линкольн                 | Республиканец                 | 38,733             | 32.3 |
| Стивен Дуглас                   | Демократ Севера               | 37,999             | 31.7 |
| Джон Кэбелл Брекинридж          | Демократ Юга                  | 33,969             | 28.3 |
| Джон Белл                       | Партия Конституционного Союза | 9,111              | 7.6  |

#### Заговор с целью формирования тихоокеанской республики
Во время кризиса отделения после выборов Линкольна федеральные войска находились под командованием полковника (бригадного генерала Бревета) Альберта Сидни Джонстона в Бенисии, штаб-квартире Департамента Тихого океана. Генерал Джонстон твердо верил в право Юга на отделение, но сожалел, что это произошло. Группа южных сторонников в государстве планировала отделиться от Орегона, чтобы сформировать «Тихоокеанскую республику». Успех их планов зависел от сотрудничества генерала Джонстона. Джонстон встретился с некоторыми из этих южных людей, но прежде чем они смогли что-либо предложить ему, он сказал им, что слышал слухи о попытке захватить форты и арсенал Сан-Франциско в Бенисии, что он подготовился к этому и будет защищать объекты под его командованием со всеми его ресурсами и до последней капли его крови. Он сказал им, чтобы они передали это своим южным друзьям.Лишенные его помощи планы отделения Калифорнии и Орегона от США так и не осуществились. Позднее было отмечено, что Джон Г. Дауни, губернатор Калифорнии, поддерживал Заговор, а также большую часть Конгресса демократического большинства. Многие калифорнийские копперхеды также поддерживали Заговор, считая его похожим на нейтралитет, как Кентукки.
Между тем, члены Союза боялись, что Джонстон поможет подобному заговору, и передали свои опасения Вашингтону с просьбой о его замене. Бригадный Генерал Эдвин Восе Самнер вскоре был отправлен на запад через Панаму, чтобы заменить Джонстона в марте 1861 года. Джонстон подал в отставку 9 апреля, а после прибытия Самнера 25 апреля передал свое командование и переехал с семьей в Лос-Анджелес. Вскоре он отправился с другими южанами через территорию Нью-Мексико в Техас и стал командующим западными армиями Конфедерации. Он умер в битве при Шайло.

#### Борьба за контроль над ополченцами
Как только в начале 1861 года разразился кризис отделения, несколько добровольческих рот калифорнийского ополчения были распущены из-за разделения лояльности, а новые про-юнионские были приведены к присяге по всему штату под надзором шерифов и судей графства. Многие из этих подразделений не принимали никаких мер, но некоторые из них должны были сформировать роты первых калифорнийских добровольческих полков. Другие, такие как Гвардия Петалума и Эммет Райфлз в округе Сонома, подавили волнения сепаратистов в Хилдсберге, в 1862 году. Командиры Союза полагались на конные винтовки Сан-Бернардино и их капитана Кларенса Э. Беннетта для разведки и помощи в удержании округа Сан-Бернардино для Союза в конце 1861 года, когда федеральные войска были выведены и заменены калифорнийскими добровольцами.

#### Сепаратистские ополчения
7 марта 1861 года в округе Лос-Анджелес была сформировано подразделение под названием «Los Angeles Mounted Rifles». В его состав входило более нескольких калифорнийцев, включая шерифа графства Томаса Авилу Санчеза. Его лидер был одним из его заместителей Алонзо Ридли и включал в себя нескольких его заместителей.Э. Д. Кинг, другой заместитель шерифа округа Лос-Анджелес (и бывший член ранее «Монте Рейнджерс»), и другие влиятельные люди в Эль-Монте, сформировали ещё одно сепаратистское ополчение, Monte Mounted Rifles 23 марта 1861 года. Однако Э. Д. Кинг вскоре оказался в конфликте с федеральными властями. По данным Союза Сакраменто от 30 апреля 1861 года, Кинг был доставлен к полковнику Карлтону и был приведен к присяге на верность Союзу, а затем освобожден. 26 апреля 1861 года, Monte Mounted Rifles попросили у губернатора Дауни оружие. Губернатор послал оружие, но армейские офицеры в Сан-Педро задержали их, предотвратив активизацию Monte Mounted Rifles.
28 марта 1861 года вновь образованная территория Аризона проголосовала за отделение от территории Нью-Мексико и вступление в Конфедерацию. Это усилило опасения официальных лиц Союза по поводу сепаратистского замысла отделить Южную Калифорнию от штата и присоединиться к Конфедерации. Эти опасения основывались на явном стремлении к отделению в ходе голосования за Закон о Пико, на силе сепаратистов в этом районе и на их заявленных намерениях и деятельности, особенно при создании военизированных формирований.

## Начало гражданской войны

### Реакция на начало войны в Калифорнии
В начале Гражданской войны отделение Южной Калифорнии казалось возможным; Население в основном поддерживало его, были сформированы ополченцы с симпатиями к сепаратистам, а Медвежий Флаг, знамя восстания Медвежьего флага, в течение нескольких месяцев использовались сепаратистами в округах Лос-Анджелес и Сан-Бернардино.После известия о битве при Форт-Самтере до Калифорнии прошли публичные демонстрации сепаратистов. Однако отделение быстро стало невозможным, когда три роты федеральной кавалерии были переброшены из Форт-Мохаве и Форт-Теджон в Лос-Анджелес в мае и июне 1861 года.
По подозрению местных властей Союза, генерал Джонстон избежал ареста и вместе с Льюисом Армистедом присоединился к Los Angeles Mounted Rifles в качестве рядового. Покинув ранчо Уорнера 27 мая, они пересекли юго-западные пустыни в Техас, перейдя реку Колорадо на территорию Конфедерации в Аризоне 4 июля 1861 года. Los Angeles Mounted Rifles были распущены, и их члены вступили в армию Конфедерации вскоре после того, как они достигли столицы территории Конфедерации Аризона Месильи (в то время входившей в состав Территории Нью-Мексико и ныне Нью-Мексико). Как и другие сторонники Конфедерации, покинувшие Калифорнию, стрелки объединились в основном с техасскими полками. Тем не менее, генерал Джонстон присоединился к битве на востоке в качестве генерала Конфедерации и был позже убит во главе своей армии в битве при Шайло. Армистед погиб во главе отряда Пикетта в битве при Геттисберге.
Единственный захват флага Конфедерации в Калифорнии во время Гражданской войны состоялся 4 июля 1861 года в Сакраменто. Во время празднования Дня независимости, сепаратист майор Джордж П. Гиллисс, инженер и ветеран мексиканской войны, отметил независимость Соединенных Штатов от Великобритании, а также южных штатов от Союза. Он развернул флаг Конфедерации по своему собственному проекту и двинулся вниз по улице к аплодисментам и насмешкам зрителей. Джек Бидерман и Кёртис Кларк, разгневанные действиями Гиллисса, приставали к нему и «захватили» флаг. Флаг основан на Первом Национальном флаге Конфедерации, Звёздах и Барах. Тем не менее, кантон содержит семнадцать звёзд, а не семь звёзд Конфедерации. Поскольку флаг был захвачен Джеком Бидерманом, его также часто называют «флагом Бидермана».

### Звонили добровольцы из Калифорнии
Калифорния (наряду с Орегоном и Канзасом) не была включена в первоначальный призыв 75000 ополченцев из-за её большого расстояния от остальной части страны. Только позже, когда он отозвал федеральные войска на восток, 24 июля 1861 года военный министр призвал губернатора Джона Г. Дауни предоставить один полк пехоты и пять кавалерийских рот для охраны наземной почты от Карсон-Сити до Солт-Лейк-Сити. Три недели спустя были запрошены ещё четыре полка пехоты и кавалерийский полк. Все это были отряды добровольцев, набранные и организованные в графствах северной части штата, особенно в районе залива Сан-Франциско и шахтерских лагерях в графствах у подножия гор Сьерра-Невада; Несколько новобранцев прибыли из округов Южной Калифорнии. Эти добровольцы заменили регулярные войска, переброшенные на восток до конца 1861 года.

### Беспорядки в Южной Калифорнии
Отвечающий за надзор за округами Лос-Анджелес, Сан-Бернардино, Сан-Диего и Санта-Барбара, 14 августа 1861 года майор Уильям Скотт Кетчум отплыл из Сан-Франциско в Сан-Педро и 26 августа отправился в поход к лагерю возле Сан-Бернардино, а в начале сентября батальоны D и G 4-го пехотного полка усилились отрядом из девяноста первых американских драгун и гаубицей. За исключением частых снайперов в его лагере, Гарнизон Кетчума подавлял любое сепаратистское восстание из Бельвилля, и демонстрация силы драгунцами на улицах Сан-Бернардино в конце дня выборов подавила сепаратистскую политическую демонстрацию во время сентябрьских губернаторских выборов в графстве Сан-Бернардино.
После того, как демократы разделились из-за войны, 4 сентября 1861 года был избран первый республиканский губернатор Калифорнии Леланд Стэнфорд.
| Кандидат в губернаторы 1861 года | Партия          | Голоса избирателей | %    |
| -------------------------------- | --------------- | ------------------ | ---- |
| Леланд Стэнфорд                  | Республиканец   | 56,056             | 46.4 |
| Джон Р. Макконнелл               | Демократ Юга    | 33,750             | 28.0 |
| Джон Коннесс                     | Демократ Севера | 30,944             | 25.6 |

После выборов 7 сентября произошла перестрелка в результате ограбления путешественников в Медвежью долину и Холкомб-Вэлли на ранчо в каньоне Верхняя Санта-Ана, где река Санта-Ана протекает через горы Сан-Бернардино. Люди Союза подозревали, что сепаратисты были виновны, совершая ограбление в рамках более крупного плана ограблений в долинах Лос-Анджелеса и графства Сан-Бернардино. Однако такой план не был реализован.

## Конфликты гражданской войны в Калифорнии

### Обеспечение безопасности в Южной Калифорнии
По мере формирования калифорнийских добровольческих полков некоторые из них были отправлены на юг вместе с полковником Джорджем Райтом, командиром округа Южная Калифорния. Он должен был заменить федеральные войска в Лос-Анджелесе, собравшиеся там, чтобы предотвратить восстание многочисленных сторонников сепаратизма в Южной Калифорнии. В октябре 1861 года Райт был произведен в бригадный генерал добровольцев и назначен командующим Департаментом Тихого океана, заменив Самнера, который рекомендовал Райта в качестве его замены. Полковник Джеймс Генри Карлтон из 1-го калифорнийского добровольческого пехотного полка заменил Райта в качестве командира на юге. Вскоре Карлтон отправил отряды в графства Сан-Бернардино и Сан-Диего, чтобы обезопасить их для Союза и предотвратить перемещение людей, лошадей и оружия на восток в Конфедерацию.
Один из самых ранних конфликтов, связанных с гражданской войной в Калифорнии, произошел 29 ноября 1861 года на ранчо Минтер, на холмах к югу и западу от долины Сан-Хосе, где было расположено ранчо Уорнера и военный пост лагеря Райт. Партия сепаратистов Дэна Шовальтера, как и некоторые другие, пыталась избежать поста и пересечь пустыню, чтобы присоединиться к армии Конфедерации в Техасе. Их преследовал из Темекьюлы отряд добровольческой кавалерии из лагеря, они были перехвачены и захвачены без единого выстрела. После заключения в тюрьму в Форт-Юме, Шоуолтер и остальные были освобождены после того, как поклялись в верности Союзу, но позже они добрались до Конфедерации.
Новый лагерь Карлтон был основан 22 марта 1862 года, недалеко от Эль-Монте; его гарнизон должен был следить за этим очагом сепаратистских симпатий. 10 апреля 1862 года маршал США по Южной Калифорнии Генри Д. Барроуз написал командующему Тихоокеанского департамента армии Союза в Сан-Франциско, в котором жаловался на антиамериканские настроения в Южной Калифорнии. В письме говорится, что такое отношение «пронизывает общество здесь как среди высоких, так и низших», и говорится:
 Э.Дж. Кинг, заместитель шерифа этого округа, который был жестоким сепаратистом, который сказал мне, что он не должен быть предан правительству Соединенных Штатов; что правительство Джеффа Дэвиса было единственным конституционным правительством, которое у нас было, и что он остался здесь, потому что он мог причинить больше вреда врагам этого правительства, оставаясь здесь, а не отправляясь туда; обрушился на сенатора (пароход) во вторник большой литографический позолоченный Портрет Борегарда, мятежного генерала, с которым он столкнулся перед большой толпой в отеле, когда прибыл. Я убедил полковника Карлтона арестовать его как одного из многих опасных сепаратистов, живущих среди нас, и он был доставлен в лагерь Драм. Его сопровождал генерал Волни Э. Ховард в качестве адвоката, и я очень мало надеюсь на то, что он будет сохранен под стражей.

### Морские инциденты
Во время и после Конфедеративной кампании Нью-Мексико 1862 года в штате не произошло восстания против контроля Союза. Однако в последующие годы некоторые ВМС Конфедерации предпринимали попытки захватить золото и серебро для Конфедерации.

#### Заговор J.M.Chapman-a
В 1863 году Асбери Харидж, после тайного путешествия в Ричмонд, чтобы получить маркировочное письмо, присоединился к другим калифорнийским членам Рыцарей Золотого Круга в Сан-Франциско, чтобы одеть шхуну J. M. Chapman в качестве капера Конфедерации в заливе Сан-Франциско. Их целью был рейд на торговлю на Тихоокеанском побережье с поставками золота и серебра, захват и доставка его обратно для поддержки Конфедерации. Их попытка была обнаружена, и 15 марта в ночь их предполагаемого отбытия они были захвачены USS Cyane, сотрудниками налоговой службы и полиции Сан-Франциско.

#### ПиратыСальвадора
Весной 1864 года ВМС Конфедерации приказали капитану Томасу Эгентону Хоггу и его команде подняться на борт прибрежного парохода в Панаме, захватить её в открытом море, вооружить и атаковать тихоокеанские почтовые пароходы и китобоев в северной части Тихого океана. В Гаване американский консул Томас Сэвидж узнал об этом заговоре и уведомил контр-адмирала Джорджа Ф. Пирсона в Панаме. Адмирал наблюдал за пассажирами на пароходах в Панама-Сити и когда командование Хогга было найдено на борту парохода Панамской железной дороги Сальвадор, отряд с USS Lancaster арестовал их и доставил в Сан-Франциско. Их судили военной комиссией, приговорили к повешению, но генерал Ирвин Макдауэлл смягчил приговор. Чтобы предотвратить любые дальнейшие попытки захватить тихоокеанское побережье, генерал Макдауэлл приказал каждому пассажиру на борту американских торговых пароходов сдать все оружие при посадке на судно, и каждый пассажир и его багаж были обысканы. Все офицеры были вооружены для защиты своих судов.

### Партизанские рейнджеры в Калифорнии
В конце войны местные сепаратисты в Калифорнии предприняли попытки захватить золото и серебро для Конфедерации. В начале 1864 года Руфус Генри Инграм, бывший участник рейдеров Куонтрилла, прибыл в округ Санта-Клара вместе с Томом Пулом (ранее член экипажа J. M. Chapman)организовал местных рыцарей Золотого Круга и командовал ими в том, что стало известно как Партизанские рейнджеры капитана Инграма. В ограблении Бульон-Бенд они ограбили два дилижанса возле Плацервилля, оставив письмо, в котором объяснялось, что они не бандиты, а проводили военную операцию по сбору средств для Конфедерации.
Также в начале 1864 года судья-сепаратист Джордж Гордон Бельт, владелец ранчо и бывший алькальд в Стоктоне, организовал группу партизанских рейнджеров, включая Джона Мейсона и «Джима Генри», и отправил их, чтобы вербовать больше людей и грабить имущество союзных людей в сельской местности. В течение следующих двух лет банда Мейсона Генри, как они стали известны, выдавала себя за партизанских рейнджеров, но действовала как преступники, совершая грабежи, кражи и убийства в южной части долины Сан-Хоакин, графство Санта-Круз, графство Монтерей, Округ Санта-Клара и округа Южная Калифорния. Однако, несмотря на все эти усилия, захваченное золото не было отправлено в Конфедерацию.

### Выборы 1864 года
В июле 1864 года, когда многие демократы Дугласа покинули свою партию из-за войны, оставшиеся демократы сформировали партию за бывшим губернатором Джоном Г. Дауни, против продолжения войны, освобождения, ареста гражданских лиц военными, подавление свободы слова и печати и расового равенства. Результатом сентябрьских выборов стал второй республиканский губернатор Калифорнии Фредерик Ф. Лоу.
| Выборы губернатора 1864 года | Партия        | Голоса избирателей | %    |
| ---------------------------- | ------------- | ------------------ | ---- |
| Фредерик Лоу                 | Республиканец | 64,447             | 58.9 |
| Джон Гейтли Дауни            | Демократ      | 44,843             | 41.1 |

Линкольн победил на выборах 1864 года с почти 59 % в Калифорнии.
| Выборы президента 1864 года | Партия          | Голоса избирателей | %    |
| --------------------------- | --------------- | ------------------ | ---- |
| Авраам Линкольн             | Республиканец   | 62,053             | 58.6 |
| Джордж Макклеллан           | Демократ Севера | 43,837             | 41.4 |

## Форты и лагеря времен гражданской войны в Калифорнии
В это время у США было несколько военных фортов, чтобы защитить себя от индийской угрозы и упрочить притязания США на государство. Кроме того, Соединенные Штаты Америки должны были защищать свои права. С началом конфликта были построены новые форты и лагеря для защиты портов и коммуникаций, проведения операций против индейцев, сдерживания солдат Конфедерации и подавления их сторонников.
В лагере Юнион к югу от Сакраменто, лагере Сигель, близ Оберна, казармах Бениция, лагере Дауни и лагере Мерчант вблизи Окленда и лагеря Оповещение близ Сан-Франциско, лагерь Лион, лагерь Самнер, и Пресидио в Сан-Франциско.
Из всех портов наиболее важным был залив Сан-Франциско; береговые укрепления на Форт-Пойнт были построены на краю Пресидио, а другая вспомогательная установка — в форте Бейкер на Марин-Хедленд. Один форт эпохи Гражданской войны, Пост Острова Алькатрас или Форт Алькатрас, на скалистом острове прямо внутри Золотых Ворот, позже стал печально известным федеральным пенитенциарным учреждением Алькатрас. Залив Сан-Франциско также охранялся военно-морскими силами на острове Маре, арсенале Бениции и форте Мейсон с постами в Сан-Франциско Пойнт Сан-Хосе и лагере Рейнольдс на острове Ангел. Сан-Педро был защищен с января 1862 года Кэмп-Драмом, позже Драм-Бараками, а позже на острове Каталина был создан пост. Сан-Диего был защищен небольшим гарнизоном на Нью-Сан-Диего депо , занятом в 1860 году.
На северо-западе штата было несколько фортов, Форт Брэгг на побережье округа Мендосино поддерживал форт Райт. Далее к северу от побережья графства Гумбольдт был форт Гумбольдт, созданный для поддержания мира между коренными американцами и новыми поселенцами и штаб военного округа Гумбольдт, поддерживающий другие форты в этом районе. Улисс С. Грант был временно дислоцирован здесь до войны. Форт Гумбольдт поддерживал лагерь Кёртис, Форт Гастон, лагерь Лион, форт Бейкер, Форт Иаква, форт Андерсон, и форт Сьюард, которые были базой операций для солдат в войне Бальд Хиллз. Лагерь Линкольн был основан к северу от Кресент-Сити недалеко от реки Смит, чтобы охранять местное население резервации Смит-Ривер от поселенцев и удерживать там военнопленных от войны на Бальд-Хиллз.
На северо-востоке находился Форт-Крук в графстве Шаста, из которого патрули периодически вступали в бой с племенами Пит-Ривер. В графстве Модок Форт-Бидуэлл был основан в северо-западной части штата в 1863 году для защиты от индейцев Снейк.
На юге был форт Миллер в предгорьях южной Сьерра-Невады в графстве Фресно, и лагерь Баббитт за городом Висалия в графстве Туларе. Форт Теджон в каньоне Грапевин (La Cañada de las Uvas) защищал южную долину Сан-Хоакин и южную Калифорнию. Он был штаб-квартирой США до тех пор, пока эти войска не были переброшены в июле 1861 г. после начала войны. Форт Теджон был вновь занят калифорнийскими добровольцами в 1863 году, чтобы охранять индейцев Пайют из долины Оуэнса в близлежащей индейской резервации Себастьяна, а затем он был заброшен навсегда 11 сентября 1864 года. Лагерь независимости был основан на Оук-Крик недалеко от современной Индепенденс, Калифорния 4 июля 1862 года во время Индейской войны в долине Оуэнс.
В начале войны власти Союза были обеспокоены тем, что большое число сторонников сепаратизма в Южной Калифорнии могут подняться в попытке присоединиться к Конфедерации. В июне 1861 года войска были выведены из Форт-Теджона и Форт-Мохаве основали лагерь Фицджеральд за пределами Лос-Анджелеса в различных местах, так как каждый из них оказался непригодным.
В конце сентября 1861 года войска из Северной Калифорнии высадились в Сан-Педро и начали марш с целью создания нового лагеря в Кэмп-Латхэме в современном Калвер-Сити. С этого поста регулярные солдаты Кетчума были освобождены 20 октября тремя ротами 1-й калифорнийской кавалерии, отправленными в округ Сан-Бернардино. и создать лагерь Карлтон, а затем лагерь Моррис. Добровольческие войска были также отправлены в лагерь Райт в графстве Сан-Диего, чтобы наблюдать за южным сухопутным подходом к Калифорнии через пустыню Колорадо из Форт-Юма, расположенного на западном берегу реки Колорадо.
В марте 1862 года все войска, которые занимались бурением в Кэмп-Лэтеме, были переведены в Кэмп-Драм, оставив группу солдат для наблюдения за районом Лос-Анджелеса. После наводнения в Кэмп-Карлтоне гарнизон переехал в Новый Кэмп-Карлтон, построенный в 1862 году возле очага сепаратистов в Эль-Монте.

## Военные подразделения гражданской войны, связанные с Калифорнией
Из-за своего расположения местные милицейские компании штата оставались под контролем штата из-за большого числа сторонников юга, индийской угрозы и возможного иностранного нападения. Штат следовал обычной военной практике формирования милицейских рот в полки. Эти добровольцы сохранили военные посты, оставленные подразделениями регулярной армии, которые были направлены на восток. Однако ряд государственных ополченцев был распущен и ушел на восток. Некоторые из этих компаний предложили свои услуги и были приняты Союзной армией.
В 1862 году пять рот 2-го Массачусетского кавалерийского полка (также известные как Калифорнийский 100 и Калифорнийский кавалерийский батальон) были зачислены в армию и отправлены в Массачусетс. Они покинули Сан-Франциско по морю для обслуживания на востоке. Калифорнийский батальон состоял из рот А, С, F, L и M. Они участвовали в 51 боях, кампаниях и стычках.
Сенатор Орегона Эдвард Д. Бейкер собрал полк людей на восточном побережье. Эти и другие подразделения были известны как «Калифорнийский полк», но позже были названы 71-м Пенсильванским пехотным полком. Родерик Н. Мэтсон был лидером 32-го Нью-Йоркского пехотного полка, также известного как 1-й Калифорнийский полк.
В октябре 1861 года полковнику Бейкеру было разрешено увеличить своё командование до бригады. Дополнительными полками командовали полковники Джошуа Т. Оуэн, Девитт Клинтон Бакстер и Тёрнер Г. Морхед, все из Филадельфии, соответственно, были названы 2, 3 и 5-м калифорнийскими полками. 4-й калифорнийский полк, как и планировалось, состоял из артиллерии и кавалерии. Вскоре эти войска были выведены. После того, как Бейкер был убит в битве при Боллс-Блафф, Пенсильвания заявила, что эти четыре пехотных полка являются частью ее квоты, и они стали известны как «Филадельфийская бригада» Пенсильвании добровольцев. Первоначально ими командовал Бриг. Ген. Уильям У. Бернс и сначала служил в дивизии Джона Седжвика 2-го корпуса Потомакской армии. Они имели выдающуюся служебную карьеру, подчеркнутую их действиями в Сражении при Энтитеме и их заметной позицией в защите от Пикетта Черджа в битве при Геттисберге.
Воинские части, связанные с Калифорнией, включали:
- Los Angeles Mounted Rifles (Конфедераты)
- Monte Mounted Rifles (Конфер
- Партизанские рейнджеры капитана Инграма (Конфедераты)
- Mason Henry Gang (Конфедераты)
- 2-й кавалерийский полк, Массачусетская добровольческая рота А, Е, Ф, Л и М (четыре последних полка назывались «Калифорнийский батальон»)
- 32-й полк добровольцев Нью-Йорка
- «Филадельфийская бригада» Добровольцев Пенсильвании
  - 1-й калифорнийский пехотный полк — 71-й пенсильванский пехотный полк
  - 2-й калифорнийский пехотный полк — 69-й пенсильванский пехотный полк
  - З-й калифорнийский пехотный полк — 72-й пенсильванский пехотный полк
  - 5-й калифорнийский пехотный полк — 106-й пенсильванский пехотный полк

## Калифорнийские полки добровольцев на федеральной службе
Калифорнийские добровольцы набрали 15725 добровольцев для федеральной службы. Почти все они служили в Калифорнии, Тихоокеанском департаменте и Нью-Мексико. В состав этих подразделений входили два полных полка и один батальон местной кавалерии, восемь полных полков и два пехотных батальона, один из ветеранов, а другой — альпинисты, специализирующиеся на боях в горных лесах Редвуда и Лысых Холмах Северо-Западной Калифорнии.

#### Список подразделений Калифорнийской гражданской войны
Добровольцы Калифорнии были известны как Калифорнийская колонна. Они находились под командованием генерала Джеймса Карлтона. В разное время в составе колонны служили следующие подразделения: 1-й калифорнийский полк добровольческой кавалерии, 1-й батальон местной кавалерии и 1-й, 5-й и 7-й калифорнийские добровольческие пехотные полки. Эти силы служили в Аризоне, Нью-Мексико и Техасе, вытесняя силы Конфедерации в территории Аризоны и защищая территорию Нью-Мексико и южный сухопутный маршрут в Калифорнию и действуя против апачей, навахо, команчей и других племен.
Командование состояло из 2-го полка Калифорнийской добровольческой кавалерии и 3-го полка Калифорнийской добровольческой пехоты под командованием П. Эдварда Коннора, который держал Центральный сухопутный путь в Калифорнию открытым. В качестве упреждающего стиля Коннора, он привел эти войска к нападению индейцев Шошони на Беар-Ривер-Бойню, недалеко от города Престон, штат Айдахо, 29 января 1863 года.
Отряды 2-го калифорнийского добровольческого кавалерийского полка под командованием подполковника Джорджа С. Эванса участвовали в Индейской войне в долине Оуэнс и основали лагерь Индепенденс в 1862 году.
2-й, 4-й, 6-й и 8-й полки Калифорнийского добровольческого пехотного полка и 1-й батальон Калифорнийских добровольцев-альпинистов обеспечивали внутреннюю безопасность в Северной Калифорнии, Орегоне и Вашингтонской территории. 2-й и 6-й добровольческие пехотные полки и 1-й батальон Калифорнийских добровольцев-альпинистов служили в войне Лысых Холмов и некоторых других рот в Змеиной войне.
Кроме того, добровольческая пехота 1-го полка Вашингтонской территории имела восемь компаний, которые были набраны в Калифорнии в 1862 году для службы в территории Вашингтона.Они были собраны в Форт Ванкувер в 1865 году.

## Военно-морской флот и гражданская война в Тихом океане
- Операции Тихоокеанской эскадрильи

## Для дальнейшего прочтения
- Colton, Ray Charles. The Civil War in the western territories: Arizona, Colorado, New Mexico, and Utah (англ.). — University of Oklahoma Press, 1984. — ISBN 978-0-8061-1902-1.
- Carter, Bryan Anthony. «Frontier Apart: Identity, Loyalty, and the Coming of the Civil War on the Pacific Coast» (PhD. Diss. Oklahoma State University, 2014) online, with detailed bibliography. shareok.org. Дата обращения: 24 апреля 2020. Архивировано 25 июля 2021 года.
- Fischer, LeRoy H. (Editor). The Western Territories in the Civil War (англ.). — Sunflower University Press, 1977.
- Fischer, LeRoy H.(Editor). Civil War Battles in the West (англ.). — Sunflower University Press, 1981.
- Lash, Gary. Duty Well Done: Edward D. Baker's California Regiment (71st Pennsylvania Volunteer Infantry) (англ.). — Butternut and Blue, 2001.
- McLean, James R. California Sabers. — Indiana University Press, 2000. — ISBN 0-253-33786-0.
- Masich, Andrew E. (2006). The Civil War in Arizona; the Story of the California Volunteers, 1861—1865. books.google.com. Дата обращения: 24 апреля 2020. Архивировано 17 июня 2016 года. University of Oklahoma Press, Norman. ISBN 0-8061-3747-9
- Matthews, Glenna. The Golden State in the Civil War: Thomas Starr King, the Republican Party, and the Birth of Modern California (Cambridge UP, 2013).
- Richards, Leonard L. The California Gold Rush and the Coming of the Civil War (2008).
- Strobridge, William F. Regulars in the Redwoods, The U.S. Army in Northern California, 1852–1861 (англ.). — Arthur Clark Company, 1994.
- Quinn, Arthur. The Rivals, William Gwin, David Broderick, and the Birth of California (англ.). — University of Nebraska Press, Lincoln, NE, 1994.

### Первичные источники
- Orton, Brigadier General Richard H. The Records of California Men in the War of the Rebellion (англ.). — Adjutant-General of California, 1890.
- Official Army Register of Volunteer Force of U.S. Army for Years 1861–1865. (8 parts). Part 7 – Missouri, Wisconsin, Iowa, Minnesota, California, Kansas, Oregon, Nevada Listing of military units, with officers by rank or position; and individual deaths, promotions, transfers, desertions, missing personnel, discharges; battles; enlisted men who received medals of honor. Alphabetical index in back (англ.). — United States, War Department. Washington, D.C.: Government Printing Office, 1865.
- Personal Name Index to the Records of California Men in the War of the rebellion, 1861 to 1867 (англ.). — Gale Research Co., Detroit, Michigan, 1978.
- The War of the Rebellion: a compilation of the official records of the Union and Confederate armies, Volume 27, Part 1, CHAPTER LXII. Operations on the Pacific Coast, January 1,1861 — June 30, 1862, United States. War Dept. archive.org. Дата обращения: 24 апреля 2020.
- The War of the Rebellion: Volume 35, Part 1, CORRESPONDENCE, ORDERS, AND RETURNS RELATING TO OPERATIONS ON THE PACIFIC COAST FROM JULY 1, 1862, TO JUNE 30, 1865. By United States. War Dept, Robert Nicholson Scott, Henry Martyn WASHINGTON: GOVERNMENT PRINTING OFFICE. 1897. books.google.com. Дата обращения: 24 апреля 2020. Архивировано 24 июня 2016 года.
- Records of California men in the war of the rebellion 1861 to 1867 By California. Adjutant General’s Office, SACRAMENTO: State Office, J. D. Young, Supt. State Printing. 1890. books.google.com. Дата обращения: 24 апреля 2020. Архивировано 12 января 2014 года.